# Sugammadex
Sugammadex (Handelsname Bridion, Hersteller: MSD Sharp & Dohme) ist ein Arzneistoff, der die neuromuskuläre Blockade (Muskelerschlaffung) durch Muskelrelaxanzien vom Aminosteroid-Typ, insbesondere Rocuronium, nach einer Narkose aufhebt (reversiert). Der Arzneistoff ist seit Ende Juli 2008 von der Europäischen Kommission zugelassen.

## Eigenschaften

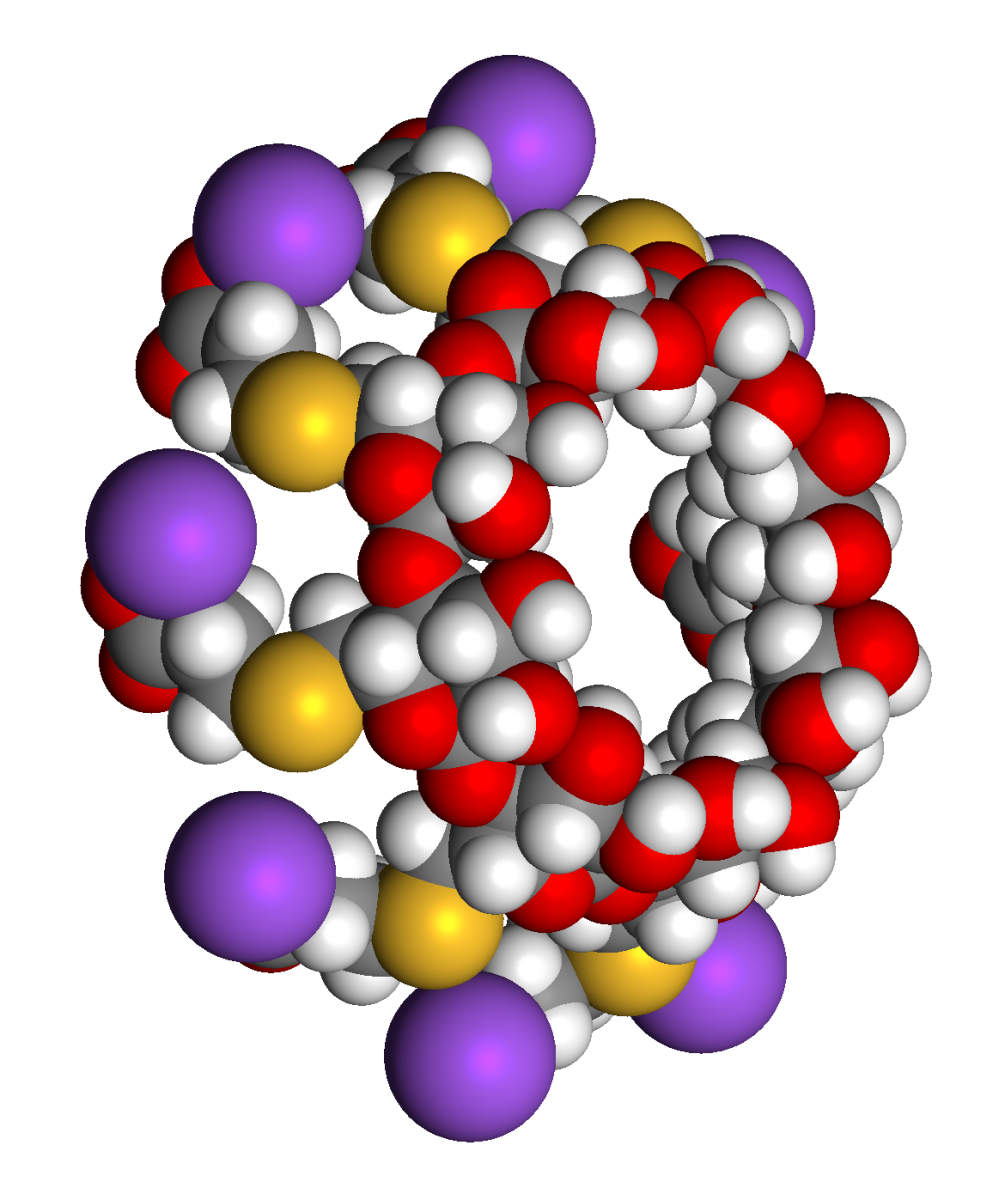
Kalottenmodell von Sugammadex-Natrium

Sugammadex ist ein modifiziertes γ-Cyclodextrin mit einer hydrophilen Außen- und einer lipophilen Innenseite. Durch Wechselwirkung der negativ geladenen Carboxylatgruppen des Cyclodextrins mit den Steroidringen von Aminosteroid-Muskelrelaxanzien entsteht eine sehr stabile Einschlussverbindung. Sugammadex besitzt eine hohe Affinität zu Rocuronium, wofür es entwickelt wurde, sowie eine geringere zu Vecuronium und Pancuronium. Nicht-steroidale Muskelrelaxanzien (Benzylisochinoline wie Mivacurium oder Atracurium) sowie Suxamethonium können nicht durch Sugammadex gebunden werden.
Pharmazeutisch wird Sugammadex als Octanatriumsalz, Sugammadex-Natrium, eingesetzt. Der Wirkstoff ist ein weißes bis fast weißes Pulver, das hygroskopisch, gut löslich in Wasser und sehr schwer bis schwer löslich in polaren organischen Lösungsmitteln ist.

## Wirkmechanismus
Nach intravenöser Gabe von Sugammadex wird das freie Muskelrelaxansmolekül enkapsuliert (umhüllt). Dadurch entsteht ein Konzentrationsgradient für das Relaxans von der neuromuskulären Endplatte in den Intravasalraum, so dass sekundär weiteres folgt und gebunden wird. Durch diesen Prozess wird die Wirkung des Muskelrelaxans beendet. Somit erfolgt im Unterschied zu den bislang verfügbaren Muskelrelaxans-Antagonisten (Acetylcholinesterase-Inhibitoren wie Neostigmin) die Wirkung nicht an der neuromuskulären Endplatte.
Im Gegensatz zu den bislang verfügbaren Präparaten vermag Sugammadex auch tiefe neuromuskuläre Blockaden unmittelbar nach Rocuronium-Gabe dosisabhängig innerhalb von zwei bis drei Minuten aufzuheben. Die Gefahr einer Recurarisierung (Wiedereinsetzen der Muskelerschlaffung) scheint nicht zu bestehen, jedenfalls wurde in klinischen Studien bei adäquater Sugammadex-Dosierung eine Recurarisierung nicht beobachtet.

## Nebenwirkungen
Sugammadex hat sich in den Zulassungsstudien als relativ nebenwirkungsarm herausgestellt. Aufgrund des Wirkmechanismus hat Sugammadex nahezu keine cholinergen Nebenwirkungen, welche die zurzeit gebräuchlichen Acetylcholinesterase-Inhibitoren aufweisen (Bradykardie, Bronchokonstriktion, Speichelfluss). Nur in Einzelfällen wurden allergische Reaktionen (Urtikaria) beobachtet.
Die häufigste Nebenwirkung ist eine Geschmacksstörung (metallisch oder bitter), die bei mehr als 10 % der Patienten auftritt. Ob die in einigen Fällen der Anwendung beobachtete intraoperative Wachheit auf Sugammadex zurückzuführen ist, ist unklar.